# День Святого Миколая в Україні
Де́нь свято́го Микола́я (також Свя́то свято́го Микола́я, у народі — День Миколи, Зимовий Миколай) — день святкування та вшанування пам'яті християнського святого Миколая Мирлікійського (Чудотворця), яке відзначається 6 грудня. Свято припадає також на День Збройних Сил України. Традиційно на День святого Миколая в Україні відкривають головну ялинку України та інші різдвяні ялинки.

## Історія
За давньою українською традицією, старші господарі села на свято збиралися, щоб зварити пшеничного пива. Влаштовувалася гостина, після якої всі весело з піснями їздили на санях довкола села. Дітям цього дня дарували особливе печиво — миколайчики.[джерело?]
На Харківщині існував звичай святкувати триденні Миколині святки, на які варили кутю й узвар, щоб наступного року забезпечити врожай на жито і плоди. На всій території України влаштовували заздоровні обіди на честь Миколая Угодника з приготуванням ритуального пива й медів. На Поділлі цього дня чекали «полазника» — чоловіка, який першим зайде до хати, що віщувало багатство й щастя протягом року. Також через подвір'я мав пройти хазяїн, дати худобині їсти і привітати її словами:
|  | Дай, Боже, добрий день, щобись худібонька здорова була та й я з тобою ще й зі своєю дружиною! |

На Київщині господар, прийшовши цього дня з церкви, брав миску зі свяченою водою, паляницю з грудочкою солі, квача з різного зілля, ішов кропити господу, худобу та збіжжя, примовляючи:
|  | Святий Миколай, помилуй та сохрани нас від усякого лиха! |

До дня Миколая заведено віддавати борги. Українська приказка говорить: «Якщо ти мені не віддаси до Миколи, то вже не оддаси ніколи». Також заведено миритися та прощати, існує приказка: «На Миколу клич друга, клич і ворога, обидва будуть друзі».
Серед прикмет, що пов'язані з цим днем: великий іній — на врожай хліба. Якщо ж 6 грудня йде дощ — гарно вродить озимина. Мороз цього дня означав великий врожай хліба й городини. Якщо ж у цей день дороги засипле снігом, зима буде холодною і затяжною. Також за погодою цього дня визначають, яким буде літній Миколай: скільки випало снігу на 6 грудня, стільки ж трави буде 9 травня.

## Сучасність
|                                                                 |  |  |
| Пам'ятна монета НБУ номіналом 5 грн, присвячена святому Миколаю |  |  |

У незалежній Україні образ святого Миколая і традиції дарувати подарунки відроджуються. Також дедалі більше шанується традиція прояву турботи про нужденних: як у вигляді доброчинних заходів у церковних громадах, так і у світських благодійних проєктах.
У школах напередодні свята проводяться уроки, на яких дітей вчать писати листа святому Миколаю.
6 червня 2006 року Президент Віктор Ющенко підписав указ № 481/2006 «Про заходи щодо відродження традиційного народного мистецтва та народних художніх промислів в Україні», що передбачає, зокрема, опрацювання питання створення комплексу «Садиба Святого Миколая» в Івано-Франківській області з Будинком творчості народних майстрів Національної спілки майстрів народного мистецтва України. 2010 року президент Віктор Янукович доручив уряду передбачити в держбюджеті на 2011 рік кошти на будівництво Маєтку святого Миколая в національному природному парку «Гуцульщина».
Цього дня деякі громадські організації проводять традиційні благодійні акції для сиріт. Так, у Львові щороку проходить акція «Миколай про тебе не забуде!»: у місті організовується «Фабрика святого Миколая», куди жителі приносять подарунки та пожертви для сиріт; активісти акції ввечері розносять їх дітям. Пласт щороку збирає кожен курінь та готує велику програму для дітей-сиріт та інвалідів.
До свята прив'язували й інші події. Так, у містах, селищах і селах традиційно 5-6 грудня, на Миколая, відкривають різдвяну ялинку.
У 2018 році кінокомпанія «Big Hand Films» за фінансової підтримки Держкіно випустила фільм режисера Семена Горова «Пригоди S Миколая». Фільм розповідає про віру сучасних дітей у доброго чарівника, що приходить з подарунками вночі перед Днем святого Миколая.

## Зауваження
1. ↑  Українською православною церквою Московського патріархату святкується 6 (19) грудня за юліанським календарем.

## Додаткова література
- Кирієнко Т., Жиденко Н. Добро і милосердя Святого Миколая, 2 клас. Ой радуйся, земле!(3 клас) //Початкова школа. — 2014. — №. 12. — С. 57-60.
- Коломийчук О. Синкретизм збірного образу великого християнського святого: до проблеми народного культу святого Миколая на Бойківщині //Народна творчість та етнологія. — 2016. — №. 4. — С. 72-79.
- Смоляк П. О. Поєднання народних та християнських традицій у святі Миколая на Тернопільщині //Інтелігенція і влада. Серія: Історія. — 2016. — №. 34. — С. 22-31.